# Bush (hudební skupina)
Bush je britská post-grunge /alternativní hudební skupina založená v Londýně roku 1992 Gavinem Rossdale, Nigelem Pulsfordem, Davem Parsonsem a Robinem Goodridgem. V roce 2002 se skupina rozpadla, v roce 2010 však došlo k obrození skupiny. Skupina Bush vydala během své existence celkem 5 studiových alb, s nimiž se stala 10× multiplatinovou a stala se jednou z nejprodávanějších kapel 90. let (v USA bylo prodáno více než 10 miliónů hudebních nosičů). Přes svůj velký úspěch v USA dosáhla skupina poměrně malého úspěchu ve své domovské zemi a v Evropě. Název Bush si kapela vybrala podle části Londýna Shepherd's Bush, odkud původní členové pocházejí.

## Historie
Jako počátek kapely se dá označit setkání zpěváka/kytaristy Gavina Rossdale s kytaristou Nigelem Pulsfordem v jednom z londýnských nočních klubů. Oba sdíleli zalíbení v tak různorodých interpretech, jako jsou Pixies, Bob Marley, The Jesus Lizard, MC5, Nirvana, Hüsker Dü, Big Black apod., a tak se rozhodli k vytvoření vlastní kapely. Po několika změnách se k nim připojili bubeník Robin Goodrige a basista Dave Parsons a kapela mohla začít fungovat.
V roce 1994 bylo vydáno první album s názvem Sixteen Stone, které slavilo u hudební veřejnosti (navzdory negativních ohlasů některých kritiků) velký úspěch a stalo se 6× multi-platinovým. V roce 1996 vyšlo album Razorblade Suitcase (USA 3× multi-platinové), jenž nahrával Steve Albini. Hlavně díky určitým hudebním i nehudebním podobnostem začala být skupina Bush jak v odborné, tak i laické hudební veřejnosti brána jako nástupce již legendární skupiny Nirvana.
V pořadí třetím albem The Science of Things (1999) se skupina rozhodla o něco pozměnit svoji hudební tvář. Mimo pro Bush klasických prvků se zde mísily i prvky elektronické hudby (např. v písni „The Chemical Between Us“). Album už ovšem nezaznamenalo takový úspěch jako předchozí 2 alba, i přes pomalý start prodejnosti se nakonec (i díky vystoupení kapely na festivalu Woodstock 99) album stalo v USA a Kanadě platinové.
V roce 2001 kapela vydala album v pořadí už 4. album s názvem Golden State, ve kterém se kapela snažila vrátit ke svým kořenům a vydobýt si tak dřívější zájem, znovu vsadili na chytlavé, jednoduché kytarové riffy, tak jak tomu bylo především v prvních dvou albech, vsadili však na modernější zvuk. Golden State ovšem nedosáhlo ani zdaleka takového úspěchu jako dosavadní alba, prodalo se jen asi 380 000 kusů. Kvůli záměru trávit více času s rodinou se rozhodl kytarista a zakladatel Bush Nigel Pulsford kapelu opustit, na turné ho zastoupil Chris Taynor. Kvůli odchodu Pulsforda a klesajícímu zájmu o skupinu a jejich nahrávky se kapela v roce 2002 rozpadla.
Rossdale založil novou kapelu Institute a také se vrhl na sólovou kariéru, mimo jiné účinkoval také v několika filmech (Zoolander, Malá černá skříňka (Little Black Book), Životní zápas (The Game of Their Lives), Constantine, Jak vykrát banku (How to Rob a Bank) a v dalších). V roce 2005 bylo vydáno DVD Zen X Four, které obsahovalo videoklipy, vydání DVD mělo být jakýmsi prvním impulsem k obrození kapely.
Stalo se tak však až v roce 2010, kdy se Bush znovu vrátili na pódium, Rossdale s Goodridgem z původního složení zůstali, ke kapele se dále přidali Chris Taynor, jenž už v roce 2002 zastupoval Pulsforda a basista Corey Britz, Bush vytvořili nový comebackový singl „Afterlife“. V září roku 2011 vydala skupina comebackové album The Sea of Memories. Skupina Bush vystoupila v České republice 22. srpna 2012 v pražském Lucerna Music Baru.
26. března 2014 přišla zpráva, že se kapela chystá vydat své již šesté album Man on the Run. To bylo vydáno 21. října téhož roku.
26. června 2016 vyšel singl s názvem „People at War“. Mělo se zřejmě jednat o zprávu, že se kapela chystá vydat skoro po třech letech vydat již jejich sedmé album. Na to si ale fanoušci museli počkat až do 10. března 2017, kdy nové album vyšlo a dostalo název Blank and White Rainbows. Kapela s novým albem také zahájila tour pouze po Spojených státech, které trvalo od začátku května do začátku července.

## Styl
Bush jsou popsáni jako grunge, post-grunge a nebo alternativní rock, přičemž všechny tyto styly vznikly a nebo se dostaly na vrchol slávy v devadesátých letech. Spousta kritiků Bush označuje jako právoplatné pokračovatele hudby ve stylu Nirvany.

## Diskografie

### Studiová alba
- Sixteen Stone (1994)
- Razorblade Suitcase (1996)
- The Science of Things (1999)
- Golden State (2001)
- The Sea Of Memories (2011)
- Man on the Run (2014)
- Black and White Rainbows (2017)

### DVD
- Zen X Four (2005)

### Kompilace
- Deconstructed (1997)
- The Best of: 1994–1999 (2005)

## Členové

### Současní členové
- Gavin Rossdale – kytara, zpěv (1992–2002; 2010–dosud)
- Robin Goodridge – bicí (1992–2002; 2010–dosud)
- Chris Traynor – kytara (2002; 2010–dosud)
- Corey Britz – baskytara, vokály (2010–dosud)

### Bývalí členové
- Nigel Pulsford – kytara (1992–2002)
- Dave Parsons – baskytara (1992–2002)
- Sacha Gervasi – bicí (1992)

### Hosté na tour
- Sacha Puttnam (1999–2002)
- Sibyl Buck (2012–dosud)